# سفيان خليلي
 سفيان خليلي  (1989 الجزائر) هو لاعب كرة قدم جزائري يلعب في نادي منيف السعودي.

## روابط خارجية
- سفيان خليلي على موقع قاعدة بيانات كرة القدم.إي يو (الإنجليزية)
- سفيان خليلي على موقع Soccerway.com (الإنجليزية)